# Северноамерикански трилиум
Северноамериканският трилиум (Trillium rugelii) е вид пролетно цъфтящо многогодишно растение от семейство Мелантиеви (Melanthiaceae). Видът е световно застрашен, със статут уязвим.

## Разпространение
Видът е разпространен в югоизточната част на Съединените щати (Пиемонт и южните Апалачийски планини в Алабама, Джорджия, Южна Каролина, Северна Каролина и Тенеси). Среща се в близост до потоци в богата на хумус почва под сянката на широколистни дървета.